# Johann Zeitler
Johann Zeitler (30 aprile 1927 – 1º marzo 2018) è stato un calciatore tedesco, di ruolo attaccante.